# Apospasta verini
Apospasta verini är en fjärilsart som beskrevs av Pierre E.L. Viette 1981. Apospasta verini ingår i släktet Apospasta och familjen nattflyn. Inga underarter finns listade i Catalogue of Life.